# Vidra (okręg Vrancea)
Vidra – wieś w Rumunii, w okręgu Vrancea, w gminie Vidra. W 2011 roku liczyła 1452
mieszkańców.